# Luci Postumi Tempsà
Luci Postumi Tempsà (en llatí Lucius Postumius Tempsanus) va ser un magistrat romà del segle ii aC. Formava part de la gens Postúmia, una de les gens romanes patrícies més antigues.
Va ser pretor l'any 185 aC i va rebre Tàrent com a província. Va actuar amb energia amb els saltejadors que havien saquejat la comarca. Va fer condemnar a uns set mil homes. L'any següent va seguir en el càrrec, per tenir temps d'acabar completament amb la revolta i també per detenir a les persones que havien pres part a les bacanals a Roma i que havien fugit a aquesta part d'Itàlia.